# Varde Bibliotek
Varde bibliotek er beliggende i Varde Kommune, der har et areal på 1255,79 km² og en befolkning på 50.193. 
Biblioteket omfatter Varde Bibliotek (hovedbibliotek), Ølgod Bibliotek, Oksbøl Bibliotek, Nr. Nebel Bibliotek og Agerbæk Bibliotek samt en bogbus med 20 udlånssteder.
Varde Bibliotek deltager i følgende landsdækkende biblioteksservices på internettet: Biblioteksvagten, Litteratursiden.dk og Spørg Olivia.
Varde Bibliotek har sat et kamera op, der peger på Varde Torv. Derved kan alle døgnet rundt se, hvad der sker på byens mødested.

## Historie
Varde Biblioteks historie begynder i 1897, hvor Folkebogsamling for Varde og Omegn blev stiftet i oktober. 
Folkebogsamlingen fik lokaler i Junie Auguste Hansens Stiftelse i Nørregade i Varde. I 1941 blev den første egentlige biblioteksbygning taget i brug. Bygningen var på 200 m² inkl. bolig til bibliotekaren på Lundvej i Varde. 
I 1982 flyttede biblioteket til en ny bygning, der ligger på Varde Torv. Biblioteket er bygget sammen med Varde Rådhus, bygget i 1872.
I 1973 blev der dannet et Biblioteksforbund mellem Blaabjerg, Blåvandshuk og Varde Kommuner. Samarbejdet virkede i næsten 34 år og blev ophævet ved Kommunalreformen 2007.
Varde Bibliotek indførte søndagsåbent som det første bibliotek i Jylland i 1991.

## Filialer mv.

### Agerbæk Bibliotek
55°35′58″N 08°48′07″Ø / 55.59944°N 8.80194°Ø
Agerbæk Bibliotek er en filial af Varde Bibliotek beliggende i Agerbæk i den sydøstlige del af Varde Kommune.
Agerbæk har 1.327 (2012) indbyggere og et opland præget af landbrug. 
Biblioteket har en åbningstid på 8 timer fordelt på 2 dage.

### Nr. Nebel Bibliotek
55°46′41″N 8°17′41″Ø / 55.77806°N 8.29472°Ø
Nr. Nebel Bibliotek er en filial af Varde Bibliotek beliggende i Nr. Nebel i den nordvestlige del af Varde Kommune.
Nr. Nebel har 1.356 indbyggere (2012) og et opland præget af nærheden til Vesterhavet og de store turistområder ved Henne Strand og Nymindegab.
Biblioteket har en åbningstid på 17 timer. 

### Oksbøl Bibliotek
55°37′27″N 8°16′32″Ø / 55.62417°N 8.27556°Ø
Oksbøl Bibliotek er en filial af Varde Bibliotek beliggende i Oksbøl i den vestlige del af Varde Kommune.
Oksbøl har 2.907 (2012) indbyggere og et opland præget af nærheden til Vesterhavet og de store turistområder ved Blåvand og Vejers.

### Ølgod Bibliotek
55°48′29″N 08°37′01″Ø / 55.80806°N 8.61694°Ø
Ølgod Bibliotek er en filial af Varde Bibliotek beliggende i Ølgod.
Ølgod har 3926 indbyggere (2012).

### Bogbussen
Bogbussen ved Varde Bibliotek er fra 1986. Den har kørt i Blaabjerg, Blåvandshuk og Varde kommuner. Efter Kommunalreformen i 2007 kører bogbussen også i de tidligere Helle og Ølgod kommuner og har 27 udlånssteder fordelt over hele Varde Kommune.
Bogbussen ved Varde Bibliotek blev i 2002 udsmykket af den dansk/finske kunstner Seppo Mattinen. Projektet fik støtte fra Statens Kunstfond.

## Børnebiblioteket
Varde Børnebibliotek er præget af de senere års projektarbejder med kulturformidling og det børnekulturrelle sambejde i Varde Kommune. Der arbejdes med muligheder for formidling af børnebibliotekets tilbud på nye måder.

## Statistik
| Varde Bibliotek  | 2012    |
| ---------------- | ------- |
| Befolkning       | 50.193  |
| Udlånssteder     | 25      |
| Materialebestand | 179.500 |
| Udlån            | 430.532 |